# Chordodes anthophorus
Chordodes anthophorus är en tagelmaskart som beskrevs av Kirjanova 1950. Chordodes anthophorus ingår i släktet Chordodes och familjen Chordodidae. Inga underarter finns listade i Catalogue of Life.